# Wichelplanggstock
Wichelplanggstock är en bergstopp i Schweiz.   Den ligger i kantonen Uri, i den centrala delen av landet, 80 km öster om huvudstaden Bern. Toppen på Wichelplanggstock är 2 974 meter över havet, eller 400 meter över den omgivande terrängen. Bredden vid basen är 6,2 km.
Terrängen runt Wichelplanggstock är huvudsakligen mycket bergig. Närmaste större samhälle är Engelberg, 8,2 km nordväst om Wichelplanggstock. 
Trakten runt Wichelplanggstock består i huvudsak av gräsmarker. Runt Wichelplanggstock är det mycket glesbefolkat, med 4 invånare per kvadratkilometer.